# Lates angustifrons
Lates angustifrons ist ein im ostafrikanischen Tanganjikasee endemisch lebender Raubfisch aus der Familie der Riesenbarsche (Latidae).

## Merkmale
Lates angustifrons wird maximal zwei Meter lang und kann ein Maximalgewicht von 100 kg erreichen. Damit ist er der größte Fisch des Tanganjikasees. Der in Randbereichen des Sees vorkommende Äthiopische Lungenfisch (Protopterus aethiopicus) kann zwar eine ähnliche Länge erreichen, bleibt mit einem Maximalgewicht von 17 kg aber erheblich leichter. Lates angustifrons hat eine typische Riesenbarschgestalt mit einem hohen Rumpf, zwei getrennten Rückenflossen und einem abgeflachten Kopf mit breitem Maul. Die Augen sind kleiner als der Abstand zwischen ihnen. Der Abstand zwischen den beiden Rückenflosse ist größer als der Abstand zwischen den letzten  Flossenstacheln der ersten Rückenflosse. Die Schwanzflosse ist abgerundet. Jungfische sind von goldgelber Grundfarbe, ihre Schwanzflosse ist gepunktet. Adulte Fische sind silbrig.

## Lebensweise
Lates angustifrons lebt als Jungfisch bis zu einer Länge von etwa 18 cm eher küstennah, zwischen Wasserpflanzen und in Flussmündungen, als ausgewachsener Raubfisch über den Seeböden in allen Habitaten. Er ernährt sich piscivor vor allem von pelagischen Buntbarschen und den dort endemischen Heringen.

## Gefährdung
Der Bestand von Lates angustifrons ist wegen Überfischung in den letzten 20 Jahren um mehr als 50 % zurückgegangen und wird von der IUCN als stark gefährdet (Endangered) eingeschätzt. 